# Friedrich Wilhelm Hagen junior

Friedrich Wilhelm Hagen jr.

Friedrich Wilhelm Hagen junior (* 16. Juni 1814 in Dietersheim-Dottenheim; † 13. Juni 1888 in Erlangen) war ein deutscher Arzt, Extraordinarius der Psychiatrie in Erlangen, Vertreter einer humanen Psychiatrie und einer der Verantwortlichen für die Entmündigung des bayerischen Königs Ludwig II.

## Leben
Hagen war einer von vier Söhnen des Pfarrers Friedrich Wilhelm Hagen. Nach dem Besuch der Lateinschule in Windsheim studierte er ab 1827 zunächst Theologie, dann Medizin in Erlangen und München. Seine Promotion zum Dr. med. erfolgte am 18. August 1836. Praktische Erfahrungen als Arzt sammelte Hagen in einer Landarztpraxis in Velden. Ein Reisestipendium ermöglichte ihm 1844 die Begegnung mit den bekannten Irrenärzten in Deutschland, in Paris, London und Gent.
Im Jahre 1846 wurde Hagen als Assistenzarzt der Kreisirrenanstalt Erlangen beauftragt, 46 geistig Kranke von der Irrenanstalt Schwabach in die neue Irrenanstalt Erlangen zu überführen. Er fand die Patienten in einem jämmerlichen Zustand, teilweise nackt auf Stroh gelagert und mit Ketten um den Hals an der Wand befestigt. Dies war für ihn der Anstoß, sich besonders für ein erträgliches, menschenwürdiges Dasein der Kranken einzusetzen.
Am 22. Juli 1847 heiratete Hagen Margarethe Babette Engerer (* 1824; † 1912) in Windsheim. In der Ehe wurden sieben Kinder geboren, darunter der spätere bayerische Generalleutnant Eduard Hagen (1851–1932). 1849 wurde Hagen zum Direktor der Irrenanstalt Irsee bei Kaufbeuren ernannt. 1859 bis 1887 war er Direktor der Kreisirrenanstalt Erlangen, und 1860 bis 1887 Universitätsprofessor für Psychiatrie in Erlangen.
Friedrich Wilhelm Hagen war 1866 königlicher Oberarzt. Zudem kann er als ein Gegner einer Harmonisierung sprich Vereinheitlichung von psychiatrischen Statistiken und als ein Befürworter von einer individuelleren Sicht auf den Patienten angesehen werden. Er kritisierte die Standardisierungskampagnen Ende der 1860er-Jahre, welche zu massiven Anhäufungen von Patientendaten aus psychiatrischen Einrichtungen führten und darüber hinaus die Auswertung erschwerten. Im Rahmen einer gesamtdeutschen Tagung in Innsbruck, welche sich dem Problem der Datenlast annahm, wurde er gemeinsam mit Wilhelm Tigges und Ludwig Snell in ein Komitee gewählt, welches Vorschläge für eine Reduktion der gesammelten Daten erbringen sollte, um so eine einfache, vergleichbare und stichhaltige Auswertung von Patientendaten zu ermöglichen.
Auf Grund seiner fachlichen Kompetenz wurde er zur Mitarbeit am Handwörterbuch der Physiologie eingeladen.
Hagens Name steht neben drei anderen (Bernhard von Gudden, Max Hubrich und Hubert Grashey) auf dem Gutachten vom 8. Juni 1886, mit dem dem bayerischen König Ludwig II. die geistige Unzurechnungsfähigkeit bzw. Regierungsunfähigkeit attestiert wurde. Nach Rudolf Sponsel von der Gesellschaft für allgemeine und integrative Psychotherapie Deutschland (SGIPT) war Hagen wahrscheinlich psychologisch, psychopathologisch und auch wissenschaftlich der kompetenteste der vier Gutachter, auch wenn Bernhard von Gudden berühmter als Hagen war. Nach neuen Erkenntnissen war das Gutachten unhaltbar: Professor Heinz Häfner von der Heidelberger Akademie der Wissenschaften, Gründer und langjähriger Leiter des ZI in Mannheim, durfte das Geheime Hausarchiv der königlichen Familie Bayerns einsehen, trug auch Material aus bisher unveröffentlichten Quellen, Landtagsstenogrammen und Archiven zusammen und rollte damit „den Fall Ludwig“ noch einmal auf. Die Diagnose Guddens lautete auf Paranoia und Geistesschwäche. „Diese Schlußfolgerung ist heute nicht mehr zu halten“, so Häfner. Nach dem Quellenstudium sei zweifelsfrei zu belegen, „daß bei Ludwig II. keine Zeichen von Geistesschwäche und einer paranoiden Psychose vorlagen“, schrieb die Ärzte Zeitung.

## Schriften (Auswahl)
- Die Sinnestäuschungen in Bezug auf die Physiologie, Heilkunde und Rechtspflege. O. Wiegand, Leipzig 1837. Zugleich Dissertation.
- Studien auf dem Gebiete der ärztlichen Seelenkunde. 1870.
- Über psychische Behandlung des Geisteskranken.
- Fixe Ideen – von der Gesellschaft für allgemeine und integrative Psychotherapie Deutschland (SGIPT) neu im Internet veröffentlicht.